# Старые Высли
Ста́рые Высли́ (чув. Тӑманлӑ Выҫли) — деревня в Комсомольском районе Чувашской Республики. Входит в состав Тугаевского сельского поселения.

## География
Находится в юго-восточной части Чувашии, на расстоянии приблизительно 13 км на запад-юго-запад по прямой от районного центра села Комсомольское в верховьях реки Малая Кубня.

## История
Известна с 1795 года, когда здесь было 33 двора и 147 жителей. В 1859 — 60 дворов и 363 жителя, в 1897—107 дворов и 618 жителей, в 1926—170 дворов и 907 жителей, в 1939—1005 жителей, в 1979—877. В 2002 году было 200 дворов, в 2010—187 домохозяйств. В 1929 году образован колхоз «Пайгас», в 2010 действовал СХПК «Пайгас».

## Население
Постоянное население составляло 605 человек (чуваши 99 %) в 2002 году, 583 в 2010.